# Baix Maestrat
El Baix Maestrat és una comarca del nord del País Valencià, amb capital a Vinaròs. Fa de límit nord-oriental amb Catalunya, per la comarca del Montsià, i toca la comarca aragonesa del Matarranya. Amb els seus 86.349 habitants, és la divuitena de les 33 comarques pel que fa a població, representant l'1,7% del total del País Valencià.
A l'est limita amb la mar Mediterrània, al sud amb la Plana Alta i a l'interior (oest) amb l'Alt Maestrat i els Ports.

## Història
L'actual comarca del Baix Maestrat fou creada el 1988 amb la proposta d'ordenació territorial de la Generalitat Valenciana de les denominades Demarcacions Territorials Homologades (DTH) que definia la comarca del Baix Vinalopó tal com va proposar el geògraf Joan Soler el 1970. Aquesta divisió comprèn les poblacions de l’antiga Batllia de Cervera (Rossell, Sant Rafel del Riu, Traiguera, Sant Mateu, Canet lo Roig, Càlig, la Jana, Xert, Sant Jordi i Cervera del Maestrat) a més de la Salzadella (que pertanyia a la comanda de la Setena de les Coves), els pobles de la plana litoral (Vinaròs, Benicarló i Peníscola) i els de l’antic terme dels castells de Xivert i Polpís, al sud (Alcalà de Xivert i Santa Magdalena de Polpís). A més de la històrica Tinença de Benifassà (la Pobla de Benifassà i Castell de Cabres), que sempre s'havia mantingut lligada a la comarca dels Ports.

### Evolució històrica del mapa comarcal
Durant l'època foral de l'antic Regne de València, entre els segles XIII i XVIII, aquest territori s'englobava en la sots-governació dellà Uixó, depenent de la Governació de València o dellà Xixona. Pel que fa a la divisió eclesiàstica, el Baix Maestrat manté la seua vinculació des d'aquesta època amb la diòcesi de Tortosa tot i que les comarques al sud es desagregaren a mitjan segle XX d'aquesta per agrupar-se en una nova demarcació, la de Sogorb-Castelló, que es correspon aproximadament amb la frontera provincial de Castelló.
El Maestrat, denominació amb la que es coneixien les terres sota jurisdicció de les ordes militars de Montesa des del segle xiv, comprenia els castells amb les seues àrees d'influència de Cervera, Peníscola, Polpís, Xivert (a l'actual Baix Maestrat), les Coves de Vinromà (a l'actual Plana Alta), Ares i Culla (a l'actual Alt Maestrat).
La divisió provincial borbònica, que no va ser definitiva fins a la de Javier de Burgos de 1833, diluïa totes les comarques en una nova estructura en la qual el Baix Maestrat s'adscriu a la província de Castelló, amb capital a Castelló de la Plana.
En el segle XX comencen a aparèixer propostes d'una comarcalització per al País Valencià en els àmbits més valencianistes, cap d'elles varen ser reeixides. Les primeres propostes foren les de Mateu i Llopis (1933) i la d'Emili Beüt (1934). La primera agrupava en una sola comarca tot el territori històric del Maestrat i la de Beüt atomitzava l'espai diferenciant entre la Tinença de Benifassà (que mai havia sigut territori del Maestrat), els Plans de Vinaròs (amb Vinaròs, Benicarló, Peníscola, Santa Magdalena de Polpís i Alcalà de Xivert) i el pròpiament dit Baix Maestrat, que comprenia Sant Jordi, Traiguera, Sant Rafel del Riu, Canet lo Roig, Rossell, Xert, Sant Mateu, la Jana, la Salzadella, Cervera i Càlig; a més de les Coves de Vinromà, Vilanova d'Alcolea, la Torre d'en Domènec, la Serratella, Albocàsser i Tírig.
És la proposta de Soler de 1970 la que aconsegueix major consens i és la que en l'actualitat defineix els límits del Baix Maestrat. Posteriorment s'han realitzat altres propostes des de l'àmbit acadèmic com la del professor Rosselló i Verger de 1987 que va proposar una simplificació amb criteris demogràfics en que les comarques havíen de tindre un mínim de 100.000 habitants. Així el Baix Maestrat s'agrupava amb els Ports i l'Alt Maestrat per a formar una nova demarcació amb capital a Vinaròs. Aquesta proposta no va aconseguir implantar-se més enllà de la planificació de serveis i infraestructures de la Generalitat Valenciana, sense impacte social.

### El Maestrat de Montesa
El Maestrat, que supera la frontera de la comarca ací descrita, es correspon amb aquell espai sota la jurisdicció i assignació econòmica del maestre de l'orde militar de Montesa, territori que constituïa la cambra magistral, ja en el segle XIV. La pervivència d'aquest règim organitzatiu durant quasi quatre segles, amb els mestres de Montesa primer (1319-1592) i amb els governs dels lloctinents de designi real després (1592-1812), han fet que els vincles i la unitat històrica del territori del Maestrat encara estiga ben present.
El 1237 el mestre de l'orde de l’Hospital o del Temple Hug de Follalquer en prengué possessió parcial (Cervera i els llocs de la seva batllia) en virtut de donacions reials anteriors a la conquesta. Successivament els templers anaren rebent més parts del territori com el Castell de Peníscola amb Vinaròs i Benicarló (1294) i més endavant Alcalà de Xivert, Culla, Ares, Benassal i les Coves de Vinromà. Amb l'extensió de l'orde el 1317, aquests territoris passen a mans de l'orde de Montesa que funden la cambra magistral o cambra del mestre (o maestrat). El Gran Mestre fixà la seua residència a Sant Mateu que esdevingué així en capital jurídica i militar del Maestrat.
El territori del Maestrat, sota l'orde de Montesa, s'organitza sota les figures del lloctinent o governador en la batllia de Cervera (amb les viles de Sant Mateu, Càlig, Rossell, la Jana, Traiguera, Xert, Sant Jordi i Canet lo Roig; dit també Maestrat Vell) i els comanadors que exercien el control a les comandes de Peníscola (1319-1404 i 1442-88), Culla, les Coves de Vinromà, Benassal, Ares, Vinaròs (que comprenia també Benicarló, i que, fins al 1359, formaren part de la de Peníscola) i Alcalà de Xivert (amb el castell de Polpís).
La jurisdicció directa de l’orde sobre el Maestrat acabà el 1592, quan Felip II incorporà els seus béns a la corona.

### Les guerres carlines
El carlisme, sorgit el 1833 entorn del plet dinàstic plantejat en la successió de la Corona Espanyola després de la mort de Ferran VII, va arrelar de manera considerable en aquestes contrades al voltant de la figura del militar Ramon Cabrera i Grinyó, anomenat el Tigre del Maestrat, que va liderar les forces carlines a la zona durant la primera guerra carlina. Altres figures del carlisme foren el general Pasqual Cucala o el guerriller Tomàs Penarrocha.

## Geografia

### Geografia física

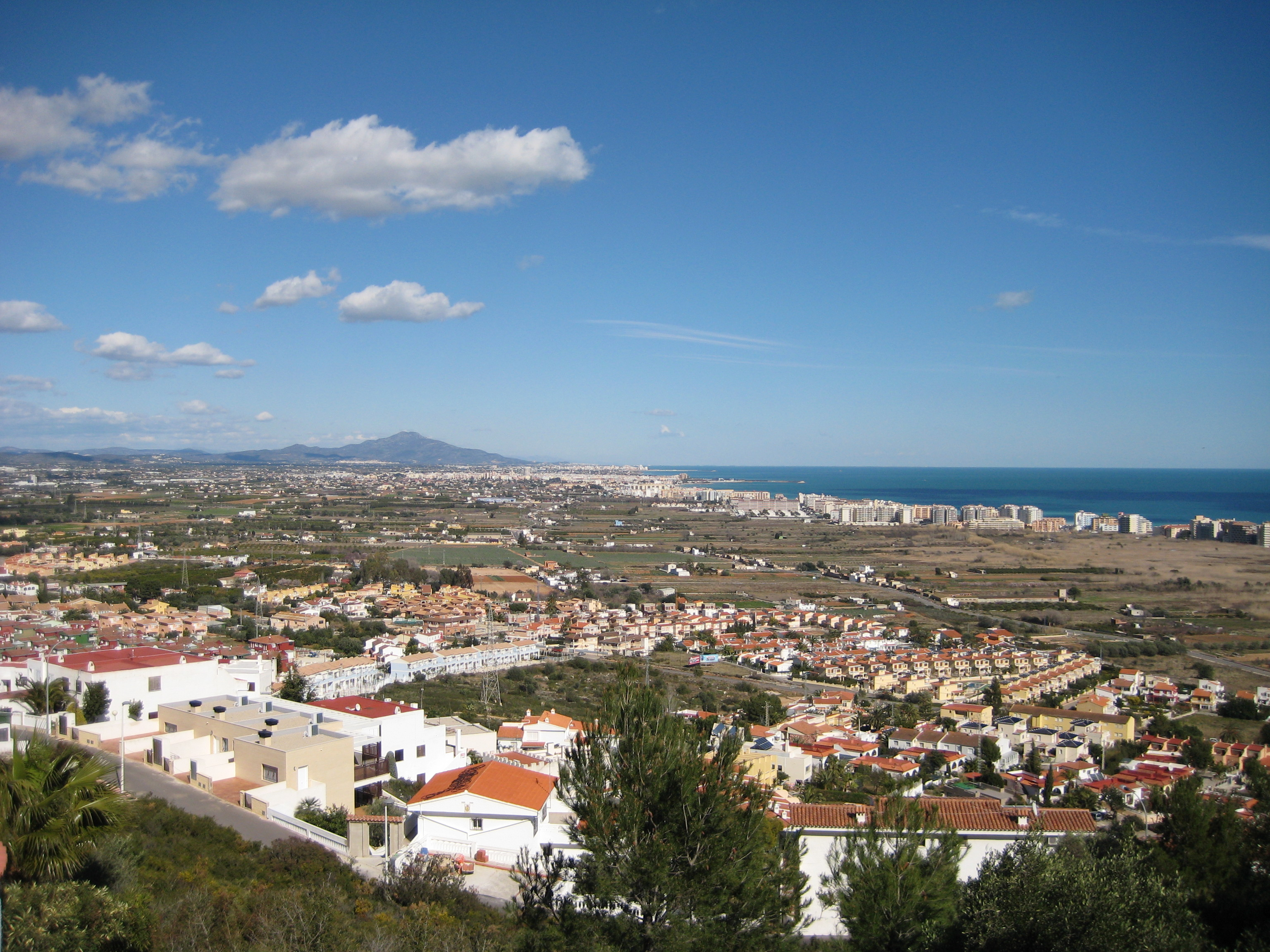
Plana de Vinaròs des de Peníscola

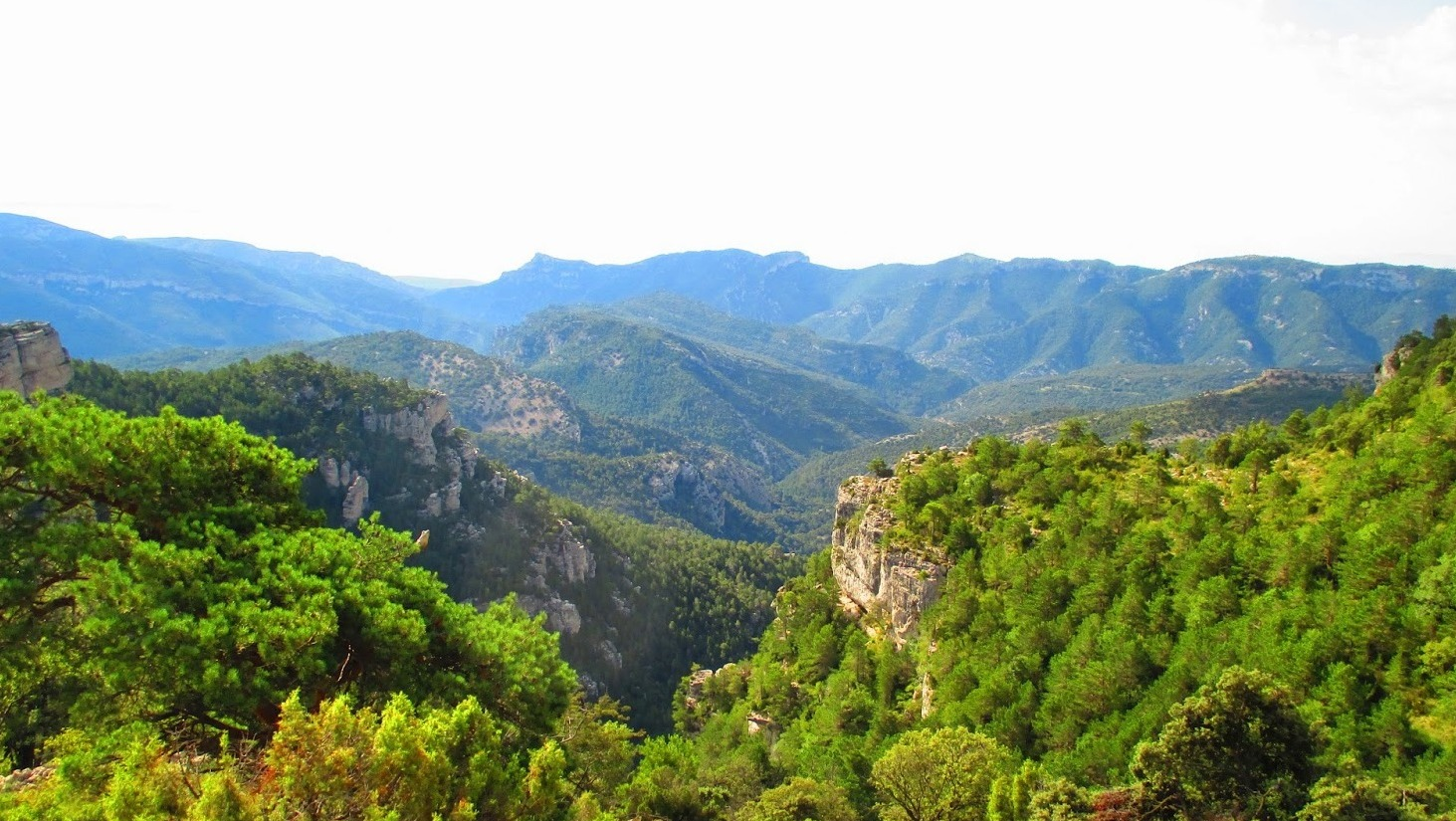
La Tinença de Benifassà

El Baix Maestrat ocupa l'angle nord-est del País Valencià, a tocar de la comarca catalana del Montsià i l'aragonesa Matarranya. Orogràficament poden subdividir-la en quatre unitats: al nord la plana costanera de Vinaròs (est) i les serres, darrers contraforts dels Sistema Ibèric, que prenen la direcció sud-oest/nord-est (SW-NE) per tal d’enllaçar amb les serres costaneres catalanes meridionals, com són les Muntanyes de Benifassà, la serra del Turmell. Al sud d'aquestes serres, a mode de transició amb la plana costaner, el piemont de Sant Jordi de relleu dominantment planer i poc inclinat.
Més al sud dona inici una configuració de l'orografia caracteritzada pel seguit de serres paral·leles a la línia litoral intercalades amb valls o corredors de fons pla que segueix cap al sud per la Plana Alta i l'Alt Maestrat. Al Baix Maestrat trobem des de l'interior a la costa: la serra dels Petrers (prolongació cap al nord de la d'en Galceràn) seguida del corredor de les Coves de Vinromà-la Salzadella, la serra de la Valldàngel i les Talaies d'Alcalà, el corredor d'Alcalà i la serra d'Irta que es desploma a la Mediterrània.
Les altures més destacades es localitzen en el quadrant nord-oest, al sector de les serres de la Tinença de Benifassà amb pics que superen els 1.000 metres d'altura com el Tossal del Rei (1.350 m.) a la Pobla de Benifassà o el Turmell (1.273 m.) a la serra del mateix nom. Les serres del sud no tenen tanta entitat i van perdent altura de manera esglaonada a mesura que s'acosten a la costa.

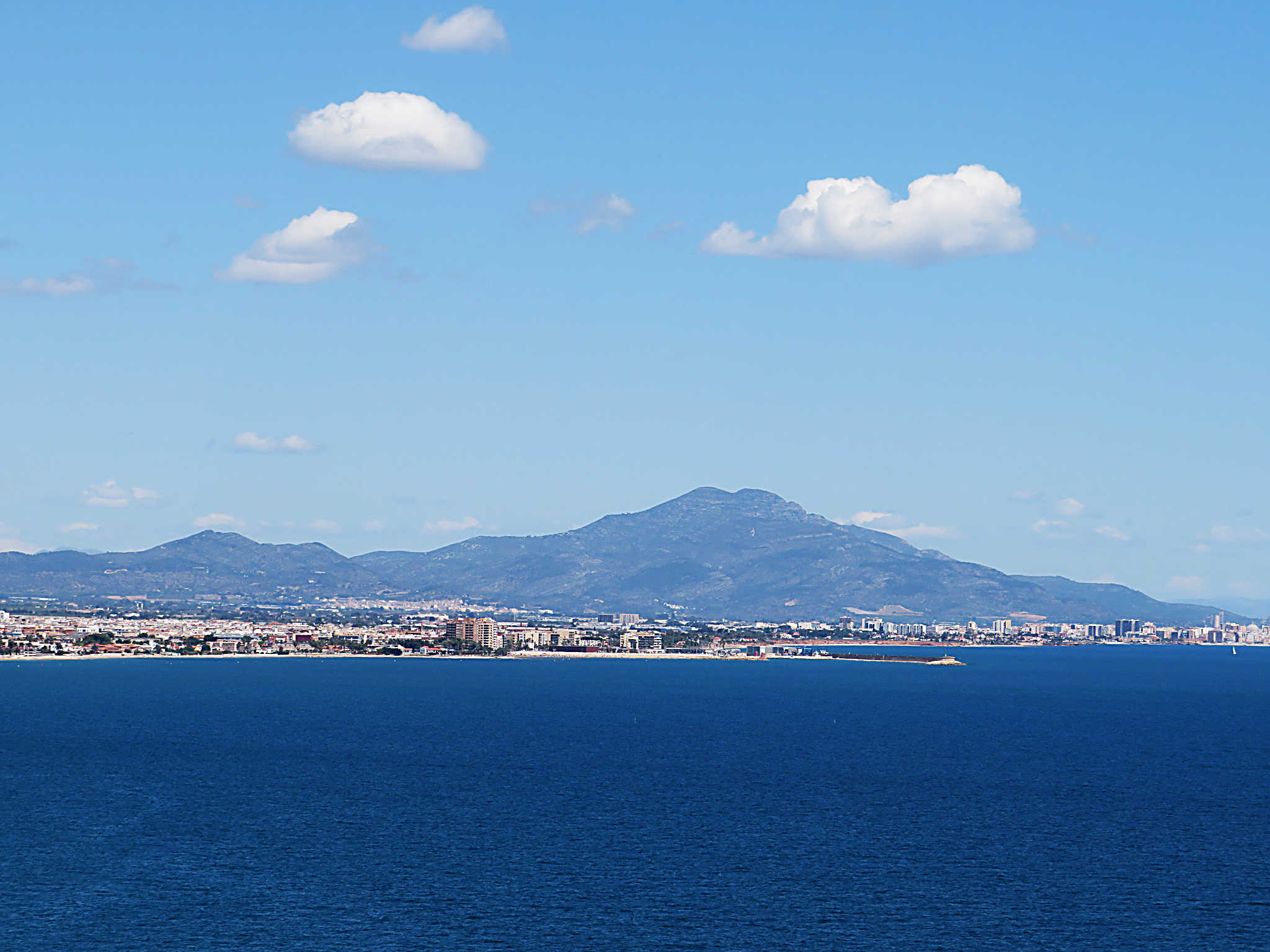
Costa de Benicarló i Vinaròs des del Castell de Peníscola

La xarxa hidrogràfica comarcal dibuixa un seguit de rius, rambles i barrancs, tots ells de règim irregular de curs curt i forts pendents, i de cabal escàs. Tots drenen les seues aigües cap a la Mediterrània, a excepció del vessant nord de les muntanyes de Benifassà que ho fan cap a la conca hidrogràfica de l'Ebre a través del riu Escalona, o el barranc de la Canal, capçalera del riu Tastavins.
El riu de la Sénia, frontera nord de la comarca (i el País), és el més important amb un cabal d’1,15 m3/s. Naix a la mateixa Tinença, prop de Fredes, i desemboca a la Mediterrània entre Vinaròs i la Ràpita; al terme de la Pobla de Benifassà ha estat construït el pantà d’Ulldecona, que ha de permetre el regatge de les dues ribes del riu de la Sénia. Seguint pel sud trobem el riu Cervol (0,43 m3/s), la rambla de Cervera, la rambla d'Alcalà o el riu de les Coves.
La línia costanera del Baix Maestrat és principalment de tipus baixa, a excepció del sector de la serra d'Irta (entre Peníscola i Alcossebre), amb platges generalment de còdols degut a les aportacions de les rambles i barrancs que amb cada temporal roden les pedres des de les serres al litoral. Destaca geomorfològicament la desembocadura del riu de les Coves al terme de Capicorb (Alcalà) on forma un important delta o els prats, albuferes o aiguamolls litorals com el del Prat de Peníscola o el Prat de Cabanes-Torreblanca, que tot i estar a la Plana Alta, la seua formació s'associa al de la desembocadura del riu de les Coves. A l'interior també es troben algunes llacunes endorreiques a Sant Mateu, La Jana i la Salzadella.

### Clima
La climatologia del Baix Maestrat presenta importants contrastos entre la costa i l'interior muntanyenc. Mentre al litoral el clima és mediterrani suau amb amb pluges entre 450 i 500 mm anuals, temperatura mitjana anual de 17°C. A la Tinença de Benifassà les pluges són més abundants i les temperatures baixen considerablement.

### Demografia
La tendència demogràfica del Baix Maestrat és dual: mentre els municipis d'interior sofreixen una pèrdua constant de població, els pobles costaners experimenten un creixement demogràfic. Les poblacions de Vinaròs i Benicarló han passat d'uns 8.000 habitants a principis del segle XX a aproximar-se als 30.000 l'any 2023. Els habitants de Peníscola s'han duplicat durant aquestes dècades. Els 15 pobles restants han perdut població, d'uns 35.000 a menys de 20.000 habitants.

### Divisió administrativa

#### Municipis

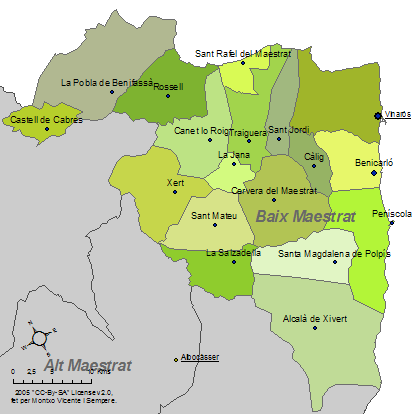
Mapa municipal del Baix Maestrat

Les dades bàsiques dels «18 municipis», amb les xifres de població del padró municipal d'habitants 2023, són:
| Municipi                  | Habitants (2023) | Sup. (km²) | Dens. (2023) (hab./km²) |
| ------------------------- | ---------------- | ---------- | ----------------------- |
| Vinaròs                   | 29.686           | 95,5       | 311,0                   |
| Benicarló                 | 28.681           | 47,9       | 599,2                   |
| Peníscola                 | 8.449            | 79,0       | 107,0                   |
| Alcalà de Xivert          | 7.160            | 167,6      | 42,7                    |
| Càlig                     | 2.013            | 27,5       | 73,3                    |
| Sant Mateu                | 1.987            | 64,6       | 30,8                    |
| Traiguera                 | 1.336            | 59,8       | 22,4                    |
| Sant Jordi                | 1.249            | 36,5       | 34,2                    |
| Rossell                   | 891              | 74,9       | 11,9                    |
| Santa Magdalena de Polpís | 784              | 66,5       | 11,8                    |
| Xert                      | 686              | 82,5       | 8,3                     |
| Canet lo Roig             | 685              | 68,7       | 10,0                    |
| la Jana                   | 678              | 19,5       | 34,8                    |
| la Salzadella             | 660              | 49,9       | 13,2                    |
| Cervera del Maestrat      | 656              | 93,2       | 7,0                     |
| Sant Rafel del Maestrat   | 494              | 21,2       | 23,4                    |
| la Pobla de Benifassà     | 235              | 136,2      | 1,7                     |
| Castell de Cabres         | 19               | 30,7       | 0,6                     |
| el Baix Maestrat          | 86.349           | 1.221,5    | 70,7                    |

## Economia
Les activitats tradicionals són, entre d'altres, l'agricultura (cítrics, oliveres, carxofes…) i la pesca. Des de finals del segle xx, el turisme s'ha convertit en un motor econòmic important per a la comarca.

## Gastronomia
Entre els plats tradicionals destaca l'olleta, la fideuà i l'arrossejat. La carxofa de Benicarló compta amb distintiu de Denominació d'Origen. És molt famós també el llagostí de Vinaròs i el caragol punxent i el suquet de peix de Peníscola.

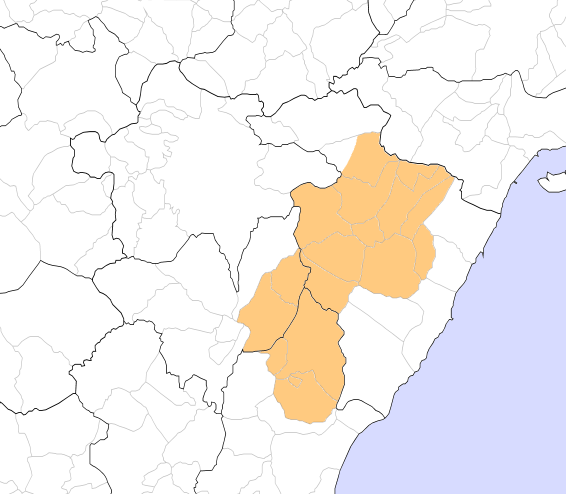
Localització de la comarca natural del Baix Maestrat segons l'estudi de comarcalització d'Emili Beüt i Belenguer.

## Llocs d'interés natural
La serra d'Irta és el tros costaner sense urbanitzar més gran del País Valencià, declarat parc natural l'any 2002, resistint els interessos urbanístics.

## Llengua
Al Baix Maestrat la llengua predominant és el valencià, en la seua varietat dialectal anomenada tortosí.